# Sông Nho Quế

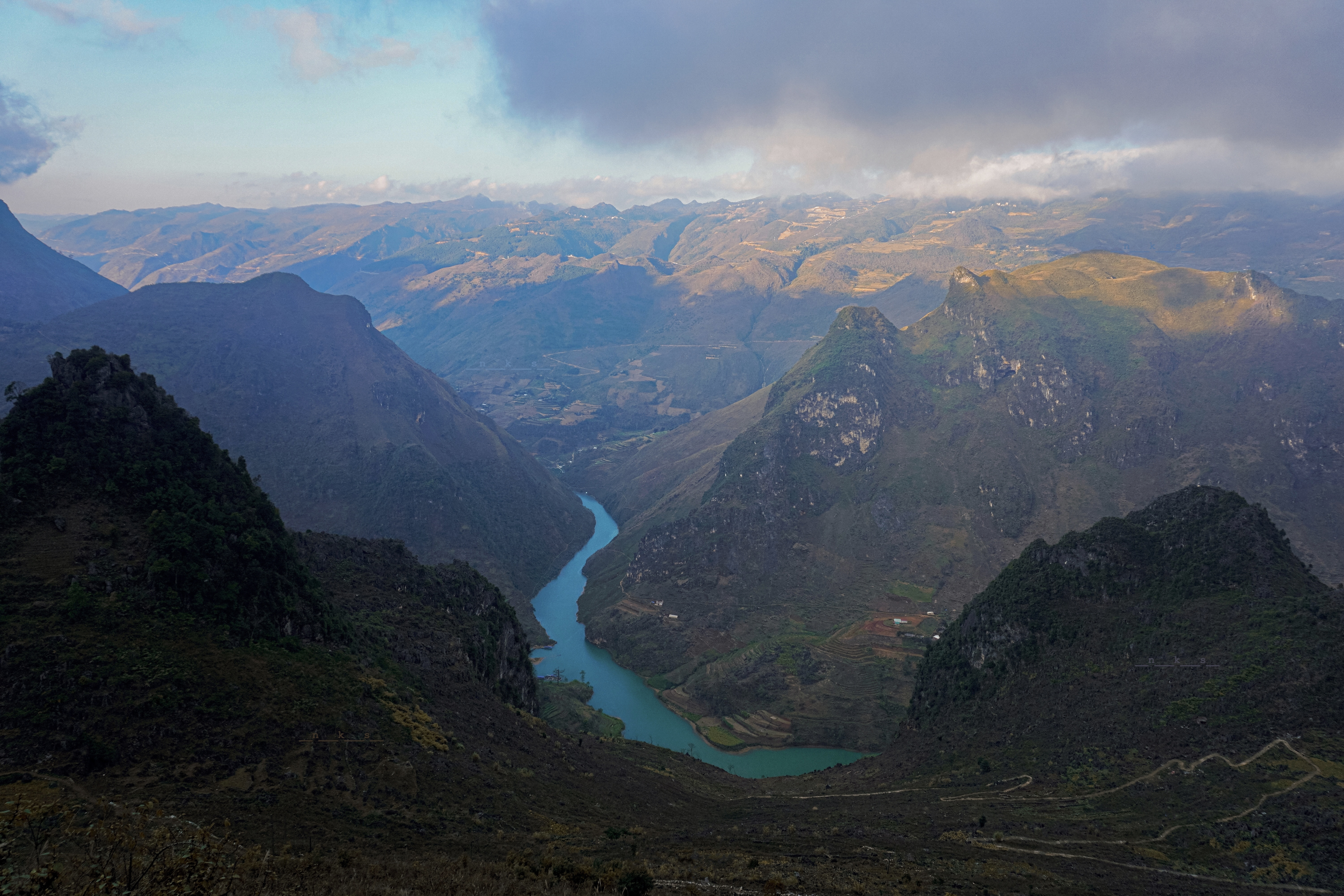
Sông Nho Quế nhìn từ đèo Mã Pí Lèng, tháng 2 năm 2022

Sông Nho Quế là một phụ lưu của sông Gâm. Sông bắt nguồn từ Trung Quốc có tên 南利河 Nán lì hé (sông Nam Lợi) hoặc 普梅河 Pǔ méi hé (sông Phổ Mai), khi chảy vào Việt Nam thì tạo ra một đoạn là biên giới Việt-Trung ở vùng cực bắc đất nước tại xã Lũng Cú và xã Đồng Văn, sau đó chảy vào nội địa tỉnh Tuyên Quang .

## Dòng chảy
Phần thượng lưu sông ở Trung Quốc bắt nguồn từ vùng núi Nghiễm Sơn 23°27′29″B 104°36′38″Đ / 23,458165°B 104,610663°Đ tỉnh Vân Nam Trung Quốc, ở độ cao 1.500 m, chảy theo hướng đông sau đó là đông nam khi tới biên giới. Đoạn biên giới dài 16,4 km.
Vào đất Việt 23°23′04″B 105°17′06″Đ / 23,384392°B 105,285087°Đ tại xã Lũng Cú, sông đi qua các xã Đồng Văn và Mèo Vạc, tỉnh Tuyên Quang, và đổ vào sông Gâm tại Nà Phòng 22°56′45″B 105°32′59″Đ / 22,94588°B 105,549757°Đ thuộc xã Lý Bôn, tỉnh Cao Bằng .
Sông dài 192 km, phần chảy ở Việt Nam dài 46 km. Diện tích lưu vực 6.052 km² (phần ở Việt Nam 2.010 km²), độ cao trung bình 1.255 m, độ dốc trung bình 18,7%. Sông chảy qua thung lũng dạng hẻm vực. Tổng lượng nước bình quân nhiều năm khoảng 2,69 km³, tương đương lưu lượng nước bình quân năm là 85 m³/s và môđun dòng chảy năm là 15,8 l/s/km².
Một phụ lưu là sông Nhiệm ở phía hữu ngạn, đổ vào Nho Quế tại ranh giới 3 xã Niêm Sơn (tỉnh Tuyên Quang), Cốc Pàng và Lý Bôn (tỉnh Cao Bằng).

## Thủy điện

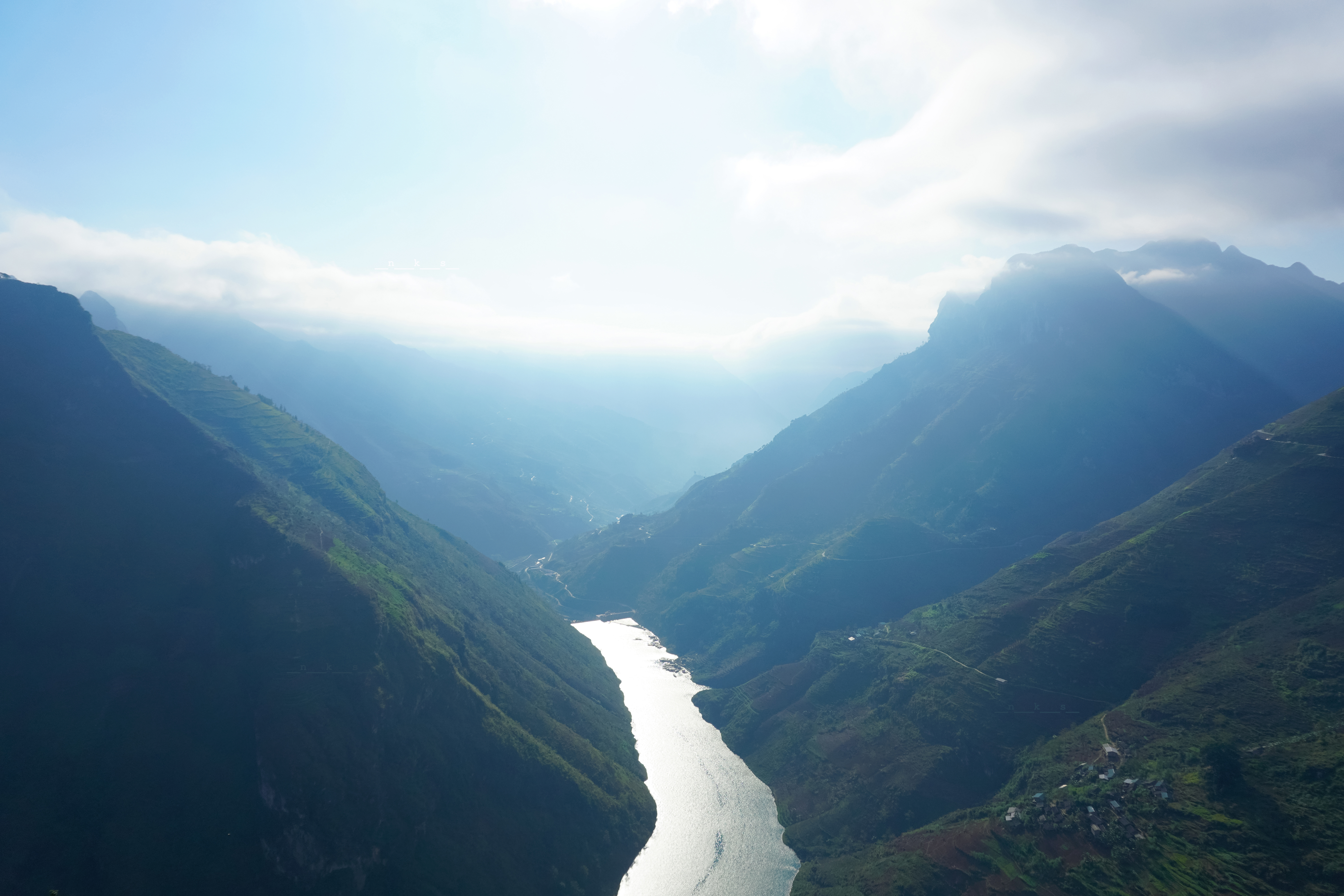
Đập thủy điện Nho Quế 1 nhìn từ đèo Mã Pí Lèng

Tại Việt Nam trên sông Nho Quế có 2 nhóm thủy điện với 5 nhà máy.
Nhóm Thủy điện Nho Quế với 3 bậc là :
- Nho Quế 3 công suất 110 MW, sản lượng điện hàng năm 507 triệu kWh, tại xã Khâu Vai, xã Sơn Vĩ, tỉnh Tuyên Quang, khởi công xây dựng 2007, hoàn thành tháng 6/2012.
- Nho Quế 2 công suất 48 MW,sản lượng điện hàng năm 225 triệu kWh, tại xã Mèo Vạc, tỉnh Tuyên Quang, khởi công xây dựng tháng 8/2012, hoàn thành tháng 8/2016.
- Nho Quế 1 23°14′35,7″B 105°24′54,8″Đ / 23,23333°B 105,4°Đ công suất 32 MW, sản lượng điện hàng năm 129 triệu kWh, tại xã Sơn Vĩ và Mèo Vạc, tỉnh Tuyên Quang, khởi công năm 2013, hoàn thành tháng 6/2015.

Nhóm Thủy điện Bảo Lâm có 2 công trình trên sông Nho Quế:
- Thủy điện Bảo Lâm 3 23°00′47″B 105°29′12″Đ / 23,013075°B 105,486747°Đ công suất 46 MW, nằm trong khu vực xã Cốc Pàng, tỉnh Cao Bằng và xã Niêm Tòng, tỉnh Tuyên Quang, thời gian thực hiện: 2015 – 2017 [5][6].
- Thủy điện Bảo Lâm 3A công suất 8 MW, tại xã Cốc Pàng và Lý Bôn, tỉnh Cao Bằng, thời gian thực hiện: 2016 – 2018 [7]

Tại Trung Quốc một đập thủy điện được xây dựng cách biên giới chừng 6 km, hồ nước nhìn thấy rõ trên Google Maps.

## Chỉ dẫn
Do là sông vùng núi nơi các dân tộc thiểu số khác nhau cư trú, nên các đoạn sông có tên gọi khác nhau, và các nguồn tư liệu hiện cho ra những tên gọi sông này tại Trung Quốc khác nhau:
- Bản wiki tiếng Trung đưa ra tên chính 南利河 Nán lì hé và các tên khác 普梅河 Pǔ méi hé, 八嘎河 Bā gā hé.
- Bản đồ tỷ lệ 1:500.000 tờ "F-48-B Cao Bằng" ghi là sông Phổ Mai hoặc Phổ Mai hà, phần đầu nguồn là "Quy Mô Đại hà". Bản đồ Giao thông Việt Nam ghi là "sông Phổ Mai".
- Bản đồ tỷ lệ 1:50.000 tờ "F-48-19-B Đồng Văn" thì ghi đoạn nội địa Trung Quốc là "Nan Li He", đoạn biên giới ghi hai tên "Pu Mei He" và "Ru Gui He" kiểu song hành.
- Google Maps thì biên tập phần đầu nguồn là "Dahe River", phần gần và ở biên giới Việt - Trung là "Nanli River", phù hợp với wiki tiếng Trung.